# ویلیام هنری پیکرینگ
 ویلیام هنری پیکرینگ (انگلیسی: William Henry Pickering؛ ۱۵ فوریهٔ ۱۸۵۸ – ۱۶ ژانویهٔ ۱۹۳۸) یک دانشمند اهل ایالات متحده آمریکا بود.